# Journal of Phytopathology
Journal of Phytopathology – międzynarodowe, recenzowane czasopismo naukowe publikujące w dziedzinie fitopatologii.
Czasopismo obejmuje tematyką wszystkie aspekty fitopatologii na poziomie genetycznym, molekularnym, biochemiczny, fizjologicznym, organizmalnym i populacyjnym. Publikowane są zarówno oryginalne artykuły naukowe, krótkie doniesienia jak i przeglądy
W 2015 impact factor pisma wynosił 0.82, a w 2014 zajęło 143 miejsce w rankingu ISI Journal Citation Reports w tematyce nauk o roślinach.